# Ямниця (річка)
Ямни́ця (пол. Jamnica) — річка в Польщі, у Мелецькому повіті Підкарпатського воєводства. Ліва притока Згурської, (басейн Балтійського моря).

## Опис
Довжина річки 12,64 км, найкоротша відстань між витоком і гирлом — 11,03  км, коефіцієнт звивистості річки — 1,15 .

## Розташування
Бере початок у селі Дульча-Велика (гміна Радомишль-Великий). Спочатку тече переважно на північний захід, далі повертає на півінічний схід, тече через Дульчу-Малу, Ями, Вежховіну і у Косувці впадає у річку Гурську, праву притоку Бреня.
Населені пункти вздовж берегової смуги: Воля Вадовська.